# کوچارا
کوچارا (به لاتین: Kochara) یک روستا در گرجستان است که در ناحیه اوچامچیرا واقع شده‌است. کوچارا ۲۷۷ نفر جمعیت دارد.